# حقل المنصورية
حقل المنصورية حقل غازي عراقي في ناحية المنصورية في محافظة ديالى، أرض الحقل طيّة ممتدة من الشمال الغربي إلى الشمال الشرقي، طولها نحو 25 كيلومتراً، وعرضها بين 5 و6 كيلومترات، ذكر وزير النفط العراقي في كانون الثاني سنة 2022 أن مخزون الغاز في الحقل 4.5 تريليون قدم مكعبة قياسية، وأن الاستثمار اليومي ستكون طاقته 300 مليون قدم مكعبة يوميًا، وأنه أكبر حقول الغاز العراقي بعد حقل عكاز في محافظة الأنبار.